# Impatiens gordonii
Impatiens gordonii također poznat kao Sejšelska bizzie lizzie je vrsta cvjetnice iz porodice Balsaminaceae. Kritično je ugrožena, a postoji akcijski plan vrste.

## Rasprostranjenost
Endem je Sejšela.

## Taksonomija
Imenovao ga je John Horne ex John Gilbert Baker, u Fl. Mauricijus : 38 u 1877.

## Vanjske poveznice
- https://www.inaturalist.org/taxa/439100-Impatiens-gordonii/browse_photos